# Подмой
Подмо́й (рос. Подмой) — село у складі Увинського району Удмуртії, Росія.

## Населення
Населення — 372 особи (2010; 442 в 2002).
Національний склад станом на 2002 рік:
- росіяни — 51 %
- удмурти — 40 %

## Урбаноніми[3]
- вулиці — Леніна, Лісова, Пушкіна, Станційна, Старошкільна, Шкільна